# ایستگاه متروی قصردشت
ایستگاه قصردشت، پنجمین ایستگاه خط ۱ متروی شیراز است که در چهاراه قصردشت ابتدای خیابان گلخون قرار دارد و با مساحت ۴۸۰۳ مترمربع و عمق ایستگاه ۸/۷  متر از نوع نیمه عمیق (۱طبقه)، سکو طرفین دارای سالن تیکت هال، روزمینی و ۳ دروازه ورودی ، خروجی می‌باشد.

## مسیرهای ایستگاه
- خیابان گلخون
- خیابان میرزای شیرازی شرقی
- خیابان قصردشت
- خیابان وکلا{بلوار ایمان}
- بزرگراه کوهسار{بزرگراه شهید سلیمانی}

## محله های ایستگاه
- منبع آب
- قصردشت
- مهدی آباد
- دانشکده خبر شیراز